# Torpiljarka
Torpiljarka ili torpiljerka u najširem smislu je naziv za svaki površinski ratni brod kojemu je glavno oružje torpedo.
U užem smislu torpiljarka ili torpedni brod je naziv za vrstu ratnog broda koja se razvila u drugoj polovici XIX. stoljeća nakon pronalaska torpeda.
Torpiljarke su predstavljale prvi ozbiljniji odgovor na razvoj oklopnjača kao novih kapitalnih brodova. One su u pravilu bile male veličine, s malim ili nikakvim topništvom i bez oklopa. Međutim, oklopnjačama su se mogle suprotstaviti svojim torpedima kao i većom brzinom koja im je, u zato pogodnim uvjetima, omogućavala da se oklopnjači prikradu, ispale torpedo i pobjegnu.
Razvoj torpiljarke je krajem 19. stoljeća potakao francuske mornaričke stratege da razviju strategije tzv. Mlade škole koja je naglasak stavljala na masovnu proizvodnju i upotrebu torpiljarki umjesto skupih bojnih brodova.
Strah od torpiljarki je natjerao mnoge mornarice da svoje kapitalne brodove oprskrbe topovima manjeg kalibra i dometa, ali veće brzine paljbe kako bi se mogli suprotstaviti njihovom napadu. U svrhu zaštite bojnih brodova je razvijen i poseban tip ratnog broda koji će kasnije postati poznat pod imenom razarač.
Razvoj motora s unutrašnjim sagorijevanjem je početkom 20. stoljeća doveo do toga da torpiljarke postanu daleko manje, ali i brže. Otada su poznate kao motorne torpiljarke, odnosno torpedni čamci.
Stare klasične torpiljarke su nakon prvog svjetskog rata počele nestajati s mora i biti zamjenjivane modernijim razaračima koji su dobili torpeda.

## Vanjske poveznice
- Torpedni čamac Hrvatska tehnička enciklopedija, portal hrvatske tehničke baštine. LZMK